# Ichneumon ardates
Ichneumon ardates är en stekelart som beskrevs av Cameron 1897. Ichneumon ardates ingår i släktet Ichneumon och familjen brokparasitsteklar. Inga underarter finns listade i Catalogue of Life.